# Stefanie Kühl
Stefanie Kühl (* 5. Januar 1970 in Hamburg) ist eine deutsche Malerin und Illustratorin.

## Lebenslauf
Stefanie Kühl wurde in Hamburg geboren. In ihrer Kindheit wurde sie durch ein künstlerisches Umfeld geprägt und begann zu zeichnen und zu malen.
Sie absolvierte ihre Ausbildung an der Fachhochschule für Gestaltung und Grafik in Hamburg bei den Professoren Frank und Stoye im Studiengang Malerei und Grafik mit Schwerpunkt Illustration.
Seit 1998 ist sie als Illustratorin und Auftragsmalerin selbstständig tätig. In ihrem Atelier bei Hamburg entwickelt sie im Auftrag von Buchverlagen, Werbeagenturen, Unternehmen und Privatkunden künstlerische Illustrationen, z. B. für Kinderbücher und Spiele, sowie Charaktere für Verpackungsgestaltungen und illustrative Logos.
Ihre Leidenschaft gilt der Buchillustration, der freien Malerei und insbesondere der Naturmalerei. In den letzten Jahren widmete sich Stefanie Kühl verstärkt der christlichen Malerei.
Ihr neuestes Auftragswerk ist die Bebilderung eines Psalmbuchs für Senioren für die Neue Hamburger Bibelgesellschaft. Zurzeit arbeitet Stefanie Kühl an der Bebilderung eines zweibändigen Liederbuchs mit Kirchenliedern.

## Werke
- Hans Christian Andersen: Däumelinchen. Bearbeitet von Bertram Kircher. Illustrationen von Stefanie Kühl, Neuwied: Silberschnur 1995, ISBN 978-3-923781-96-6.
- Elisabeth Fürstin von Bismarck, Ursula Buchwald: Der Talisman. Illustrationen von Stefanie Kühl, Friedrichsruh: Sachsenwald-Verlag 2012, ISBN 978-3-9815583-0-2.
- Meine Zuversicht und meine Burg. Ausgewählte Psalmen für Seniorinnen und Senioren in Großdruck mit Meditationsbildern, zusammengestellt von Hans-Christoph Goßmann und Peter Will, gestaltet von Alke Diekmann und Peter Will, mit Bildern von Stefanie Kühl, Hamburg: Neue Hamburger Bibelgesellschaft e.V. 2020.